# Apollo et Hyacinthus
Apollo und Hyacinth (KV 38), auch Apollo et Hyacinthus seu Hyacinthi Metamorphosis in latinisierter Form, ist der postume Titel des zweiten Bühnenwerkes von Wolfgang Amadeus Mozart. Das Libretto (in lateinischer Sprache) stammt von Rufinus Widl. Die Uraufführung fand am 13. Mai 1767 in der Aula der Universität Salzburg statt.
Das Werk hat eine Aufführungsdauer von ca. 90 Minuten, besteht aus drei Akten und setzt sich aus der Ouvertüre, neun  Musiknummern (einem Chor, fünf Arien, zwei Duetten und einem Terzett) und Rezitativen zusammen.
Die Orchesterbesetzung besteht aus zwei Oboen, zwei Hörnern, Streichern und Basso-Continuo-Gruppe.

## Handlung
Während einer Opferdarbietung im Apollotempel zerstört ein Blitz plötzlich den Altar. Apollo selber erscheint und bittet König Oebalus um Aufnahme in dessen Königreich. Als er Melia, der Tochter des Königs, gegenübertritt, verlieben sich beide ineinander. Da Apollo aber auch um die Freundschaft mit Hyacinthus, dem Sohn des Königs, nachsucht, zieht er schnell die Eifersucht dessen Freundes Zephyrus auf sich, der ebenfalls in Melia verliebt ist.
Bei einem Diskusspiel schließlich wird Hyacinthus von Zephyrus absichtlich schwer verletzt. Der eifersüchtige Zephyrus aber behauptet gegenüber Oebalus und Melia, Apollo hätte Hyacinthus den todbringenden Wurf versetzt. So hofft er, Melia werde von ihrer Liebe zu Apollo abkommen und zu ihm zurückfinden.
Aber Apollo ist schließlich ein Gott und kann somit, als er Zephyrus gegenübertritt, diesen in einen Wind verwandeln und ihn fortwehen lassen. Melia ist verständlicherweise über den Mord an ihrem Bruder schwer erschüttert und weist Apollo, den sie für den Mörder ihres Bruders hält, brüsk von sich.
Der sterbende Hyacinthus schließlich verrät seinem Vater, dass ihn nicht Apollo, sondern Zephyrus mit dem Diskus traf. Apollo verwandelt den toten Hyacinthus in ein Blumenmeer von Hyazinthen und kann schließlich die Liebe Melias zurückgewinnen. Beide erhalten zum Abschluss den Segen des Vaters zur baldigen Hochzeit.

## Entstehung
Wolfgang Amadeus Mozart war, als er den Auftrag zu dieser Komposition erhielt, elf Jahre alt. Die Universität Salzburg hatte, wie jedes Jahr zum Ende des Schuljahres, die Aufführung eines Schulstückes angesetzt. Autor des Werkes war der Benediktinerpater und Professor Rufinus Widl, der Apollo und Hyacinthus für sein in lateinischer Sprache verfasstes Versdrama Clementia Croesi als Intermedium, ebenfalls in lateinischer Sprache, schrieb. Das Drama behandelt, entsprechend der Praxis des Salzburger lateinischen Universitätsdramas, einen inhaltlich verwandten Stoff, in dem gleichfalls die Problematik eines „schuldlos schuldig“ Gewordenen und die Frage nach Schuld, Rache und Verzeihen behandelt werden. Als Vorlage für das Drama benützte Widl die Historien des Herodot (1,34–45). Der Volltext des lateinischen Dramas sowie des Librettos nebst einer englischen Übertragung ist 2009 publiziert worden.

Alle Rollen wurden von Schülern und Studenten übernommen: die Sänger der beiden Titelpartien waren die beiden 12-jährigen Schüler Christian Enzinger (Hyacinthus) und Johann Ernst (Apollo); auch die einzige weibliche Rolle Melia sang ein 15-jähriger Schüler namens Felix Fuchs; der älteste Mitwirkende war der 23-jährige Theologiestudent Matthias Stadler (Oebalus), der in der Folge eine professionelle Karriere als Tenor und Violinist am erzbischöflichen Hofe in Salzburg machte.

## Inhaltliche Unterschiede zur Hyakinthos-Sage
Die Liebe zwischen Apollo und dem schönen Hyakinthos wird in Widls Libretto in eine Freundschaft abgeändert. Zephyrus verkörpert in der Sage den Westwind als Windgottheit, und der Unfall beim Diskuswerfen beruht in der ursprünglichen Hyakinthos-Sage auf seiner Eifersucht auf Apollo, da Zephyrus ebenfalls in Hyakinthos verliebt ist. Des Weiteren wird das Blut, das aus Hyakinthos’ Wunde fließt, den Boden tränkt und Hyazinthen sprießen lässt, als Ursprung der Blumen überliefert.

## Titel und Gattungsbezeichnung
Apollo und Hyacinth trägt weder im Autograph noch in Leopold Mozarts 1768 angefertigten „Verzeichniß“ einen Titel. Erst die Schwester Mozarts gibt ihn 1799 ergänzend in Leopold Mozarts „Verzeichniß“ an, wo das Stück eigentlich nur mit „Eine Musik zu einer lateinisch Comoedie […]. Von 5 singenden Person.“ [sic] angeführt ist.
Der Form der ersten Aufführung nach wird das Werk gewöhnlich als Intermedium und nicht als Oper bezeichnet. Auch diese Bezeichnung ist postum.
In der Bühnenpraxis wird das Werk hingegen als Oper wahrgenommen, da es fast stets alleine, ohne den Text zu Clementia Croesi, aufgeführt wird.

## Bearbeitungen
Erika Mann bearbeitete die Oper 1932 für die Festspiele in Weißenburg im Auftrag von Karl Schleifer, indem sie den lateinischen Text ins Deutsche übertrug. Die geplante Inszenierung wurde jedoch durch den nationalsozialistischen Kampfbund für deutsche Kultur verhindert, 2022 wurde die Version mit 90 Jahren Verspätung in Weißenburg uraufgeführt.